# NURT
NURT Ogólnopolski Niezależny Przegląd Form Dokumentalnych – przegląd filmów i innych form dokumentalnych, zrealizowanych przez twórców profesjonalnych oraz debiutantów w mijającym roku.
Przegląd NURT został powołany w 1995 roku w Krakowie, od 1996 roku został przeniesiony do Kielc do Kieleckiego Centrum Kultury. Kolejne jego edycje utrwaliły obraz imprezy jako dorocznego podsumowania i obrachunku wszystkich wykształconych przez praktykę telewizyjną i filmową gatunków i form dokumentalnych. Jest to zarazem spotkanie wybitnych dokumentalistów, krytyków oraz przedstawicieli środowiska artystycznego związanych swoją codzienną praktyką z dokumentem filmowym i telewizyjnym.
Dyrektorem Artystycznym przeglądu jest Krzysztof Miklaszewski, a komitetowi organizacyjnemu przewodniczy dyrektor Magdalena Kusztal